# جاكلين دي لا فيغا
جاكلين دي لا فيغا (بالإسبانية: Jacqueline de la Vega)‏ هي مقدمة تلفزيونية وعارضة مكسيكية، ولدت في 1960.

## وصلات خارجية
- جاكلين دي لا فيغا على موقع IMDb (الإنجليزية)
- جاكلين دي لا فيغا على موقع قاعدة بيانات الفيلم (الإنجليزية)